# Sylvicola notialis
Sylvicola notialis är en tvåvingeart som beskrevs av Stone 1965. Sylvicola notialis ingår i släktet Sylvicola och familjen fönstermyggor. Inga underarter finns listade i Catalogue of Life.